# Perisama astuta
Perisama astuta är en fjärilsart som beskrevs av Paul Dognin 1899. Perisama astuta ingår i släktet Perisama och familjen praktfjärilar. Inga underarter finns listade i Catalogue of Life.